# Budihal, Chikodi
Budihal là một làng thuộc tehsil Chikodi, huyện Belgaum, bang Karnataka, Ấn Độ.